# Syster

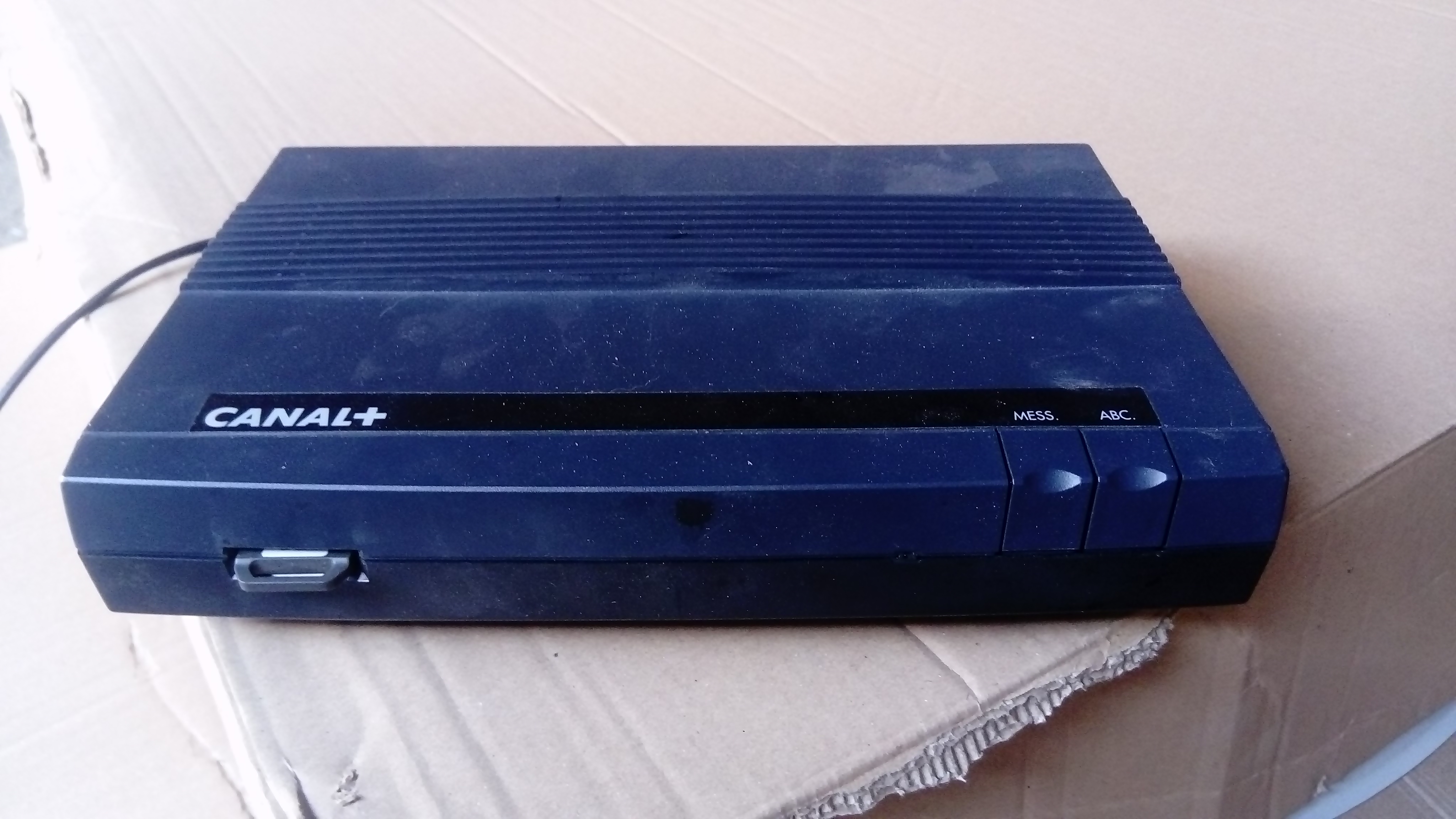
Un décodeur Syster et sa clef grise sécurisée

Syster contraction de SYStème TERrestre désigne le décodeur de télévision analogique de troisième génération, de Canal+ basé sur un mélange des lignes et  adapté aux chaînes à péage, sur le principe du contrôle d'accès. Développé au début des années 1990, il est exploité et mis en location en France,  notamment par Canal+ dont il succède au Discret 11 lancé en 1984, pour Canalsatellite et les chaînes du groupe Canal+ en télédiffusion analogique. Historiquement, le modèle Syster est le troisième appareil développé par Canal+ après le récepteur-décodeur Decsat adapté à la réception par satellite et la norme D2 Mac.
À partir de 1992, le groupe Canal+ le propose en location pour son bouquet Canalsatellite puis ce décodeur est progressivement adopté par la chaîne Canal+ (terrestre), jusqu'à la fin de l'année 1995. En 1998, Canalsatellite abandonne son exploitation après avoir décidé d'arrêter la diffusion du bouquet en mode analogique et avec l'arrivée de la technologie de télédiffusion numérique. Ce dispositif reste temporairement exploité à la fois pour la télédiffusion terrestre jusqu'en novembre 2010 et par satellite jusqu'au 1er janvier 2012, date de l'arrêt de la retransmission analogique 625 lignes SECAM sur Eutelsat 5°W-a.

## Hertzien terrestre et satellite
Au début de l'année 1990, Canal+ exploite à la fois la télédiffusion terrestre à la norme L (ou L' en VHF bande I) à 625 lignes SECAM et la télédiffusion par satellite en 625 lignes SECAM en cryptage de type Discret 11 sur le satellite Télécom 2C, ainsi que la chaîne jeunesse Canal J. 
En avril 1990, la chaîne musicale MCM (en clair), La Sept (culturelle) et Canal+ débutent leur diffusion sur les satellites TDF1/2 à la norme D2 Mac. Dans ce but, Canal+ développe son propre récepteur satellite Decsat (décodeur à la norme D2 Mac/Eurocrypt avec tuner satellite intégré.
Devant le faible nombre des téléspectateurs équipés pour capter TDF1/2 et le fiasco technique des tubes à ondes progressives forte puissance de ces satellites qui tombent en panne les uns après les autres,, Canal+ se désengage progressivement des satellites TDF. La chaîne payante préfère la diffusion de son bouquet de programmes Canalsatellite, majoritairement en diffusion 625 lignes SECAM sur les satellites Télécom 2, à partir de novembre 1992. 
L'accès à la plupart des émissions payantes nécessite de relier le décodeur Syster de Canal+ depuis sa prise péritélévision prévue à cet effet, sur celle de son récepteur satellite. Toutefois, pour bénéficier de la qualité supérieure des images au format 16/9 et du son numérique, une option permet aux intéressés de louer ou acheter un décodeur complémentaire en D2 Mac, compatible avec le cryptage EuroCrypt. Cette accumulation de boîtiers n'avantage pas la formule de l'offre sur Télécom 2, ce qui amène Canal+ 3 ans plus tard, à développer un bouquet de chaînes entièrement numériques à la norme DVB-S, avec son décodeur Mediasat, sur les satellites luxembourgeois Astra.

## Contexte historique
Successeur et remplaçant du tout premier décodeur Canal+ Discret 11 significativement peu fiable contre le piratage et devenu obsolète, le Syster est compatible dans un premier temps avec le même type d'embrouillage, avant d'exploiter un nouvel algorithme d'encodage spécifique, développé par la société suisse Vaudoise Kudelski. Le système d'embrouillage vidéo analogique décline la dénomination de ses célèbres magnétophones portables professionnels de type Nagra, par la marque déposée Nagravision. Ce nom commercial est ultérieurement réemployé pour désigner les différents systèmes de codage Nagravision de la télévision numérique (Tiger, Cardless...), lesquels sont sans aucun lien avec le procédé analogique exploité par le Syster.
Bien que concepteur du dispositif et des brevets associés, le fabricant suisse n'industrialise pas lui-même les appareils. Une coentreprise créée entre Canal+ et Sagem nommée « Eurodec » fabrique, dès juin 1990, le décodeur Syster sous licence Nagravision. Plusieurs déclinaisons étrangères de l'appareil appartenant au groupe Canal+ sont exploitées, notamment pour la chaine allemande Premiere.
À la différence de l'historique décodeur Discret 11 où un code doit être manuellement saisi chaque mois, le Syster intègre une puce électronique sous la forme d'une clé en plastique amovible blanche ou d'une autre couleur selon les réseaux ou modes de diffusion, sur laquelle les droits de l'abonné sont stockés, obtenus à travers les données du signal vidéocomposite reçu par le téléviseur ; la mise à jour des droits d'accès est réalisée automatiquement, par la démodulation des signaux de télévision, sous réserve de rester sur la même chaîne codée, au minimum trente minutes, afin de les réactualiser lors d'un cycle de leur rediffusion en boucle, sur une période d'un mois.
Les autorisations ou « clés d'accès » sont transmises sous forme numérique sur le principe du télétexte), via l’intervalle de rafraîchissement vertical.
Décliné dans la version Syster+ dont la forme du boîtier est redessinée, le décodeur de deuxième génération intègre également un récepteur TNT (démodulateur numérique). Comme son prédécesseur Discret 11, le décodeur Syster est définitivement abandonné à compter du 24 novembre 2010, dans le cadre de l'arrêt de la télédiffusion analogique en France.

## Principes de fonctionnement
Le mot décodé est déterminé par un algorithme secret contenu dans la puce de la clef de l'abonné qui déchiffre toutes les deux secondes un mot de 64 bits à partir des données contenues dans l'intervalle de rafraîchissement vertical. Ce mot permet de générer des clefs de 15 bits spécifiques à chaque trame permettant de démélanger les lignes de la trame. La clef de 15 bits se décompose en un offset r sur 8 bits et un pas s sur 7 bits soit 32 768 solutions.
Une mémoire tampon de 32 lignes est chargée avec les 32 lignes de la trame suivante: ces lignes se trouvant au bas de l'image. Une table de permutation de 256 valeurs entre 0 et 31 permet de savoir quelle ligne de la mémoire tampon est envoyée sur la tv. Cette ligne de la mémoire tampon exportée est remplacée par la ligne reçue sur le téléviseur. La table de permutation est parcouru avec la formule suivante : ième ligne de la trame doit être échangée avec le numéro de ligne de la mémoire tampon qui correspond à la valeur située à la position (r+(2s+1)i) mod 256 de la table de permutation.
La faiblesse du système repose sur la faible mémoire tampon du décodeur. Cela est dû au coût élevé des mémoires au moment de la mise au point du décodeur.
Une cryptanalyse permet de reconstituer les tables de permutation utilisées qui sont au nombre de 2 : phase 1 et phase 2, elles ont été publiées ainsi qu'une analyse mathématique du système Nagravision analogique par un universitaire de Cambridge le 23 août 1998.

## Les attaques du décodeur Syster

### Méthode 1: la clef
La clef blanche initiale n'est alors pas suffisamment sécurisée; son micro-logiciel a été extrait à la fin des années 90. Cela permet la création de cartes clones à base de microcontrôleur PIC16F84 et d'eeprom 24c16 impliquant un découpage du boîtier ou une reprogrammation de la clef; on parle alors de MOSC : Modified Original Smartcard.
La contre-mesure a consisté en un remplacement de toutes les clefs des abonnés par une version plus sécurisée de couleur grise. Le fait que le décodeur ne soit pas commercialisé (hormis pour Canal Plus Horizons) a limité l'utilisation de cette méthode.

### Méthode 2: la fabrication d'un décodeur hardware compatible
Il s'agit de retrouver la clef de 15 bits en analysant l'image sans rien connaitre de la méthode cryptographique utilisée pour coder cette clef. Autorisé, dans les années 90 à la vente dans certains pays européens avant l'harmonisation législative de fin 1998. Un tel dispositif électronique a été testé dans l'article "Le nagravision lui aussi piraté!" du numéro d'avril 1996 du magazine Télé satellite.

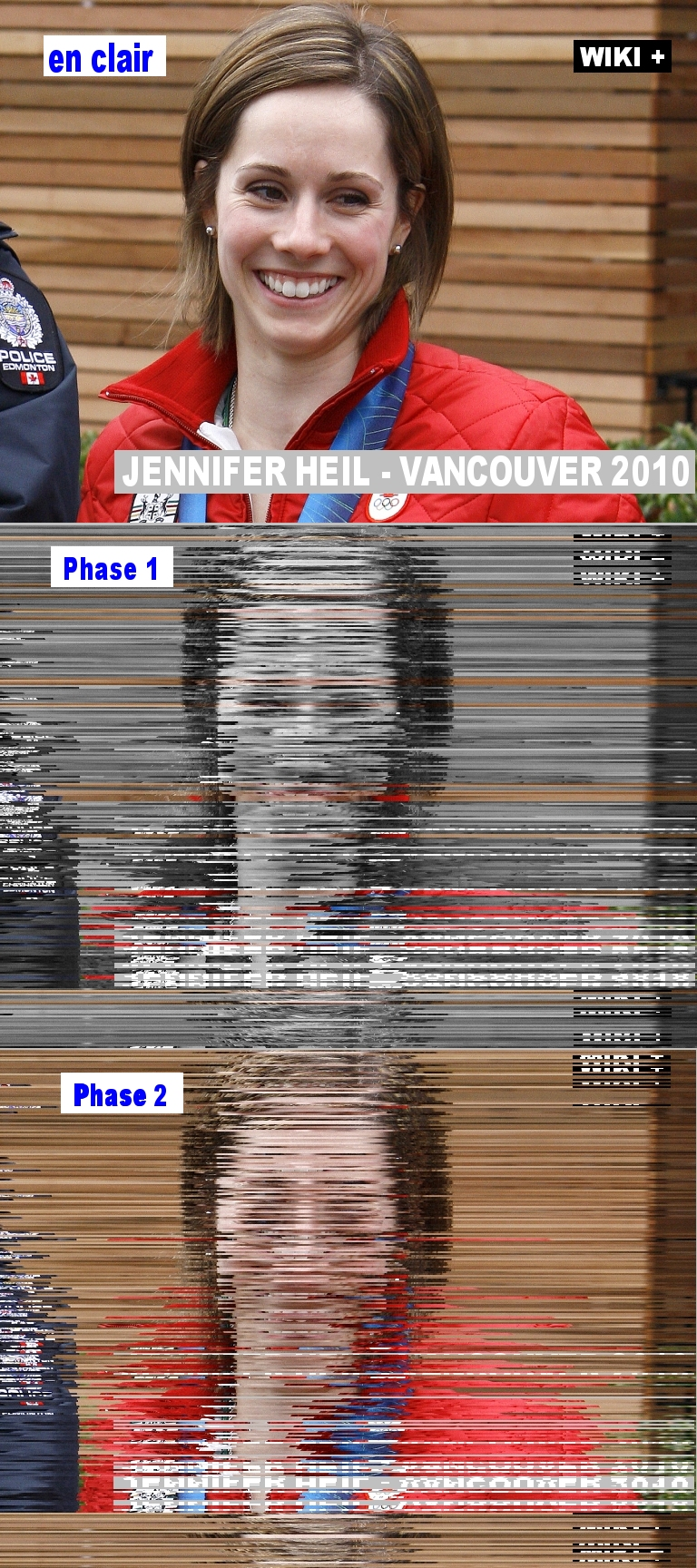
Simulation informatique (CGI) du codage syster en sécam pour les phases 1 et 2

#### La phase 1: 1991-09/1997
En France, le standard analogique sécam envoie alternativement les porteuses rouges et bleues. La chrominance est donc en demi-résolution la porteuse rouge est mise en mémoire et sera utilisée avec la porteuse bleue suivante et ainsi de suite. La table de permutation de la phase 1 ne respecte pas cette alternance : l'image est codée en noir et blanc et l'analyse des porteuses transmises de l'image codée permettent de déterminer la clef de 15 bit utilisée pour coder l'image. 
Ce principe à largement été diffusé sur internet à partir de mi-1995, date de remplacement des décodeurs discret 11 en Île-de-France sous le nom de Syster Hack III. Il s'agit d'un jeu de mots en référence au film Sister Act avec Whoopi Goldberg : la photo de l'actrice est souvent fournie avec les plans et programme du décodeur. 
Le décodeur fonctionne à l'aide d'un circuit logique programmable complexe, technologie aujourd'hui dépassée, le MACH130 de chez AMD Vantis : MACH est l’acronyme de Macro Array CMOS High-speed. L'eeprom du décodeur est chargé avec la table de permutation phase 1 (en réalité pas toute la table mais la valeur toutes les 5 positions car les positions intermédiaires sont une incrémentation de la valeur précédente) et piloté par le microcontrôleur Motorola MC68HC11F1. 
La conception du syster hack III est professionnelle : le choix des composants (utilisation de technologies récentes des années 90 et choix visant à réduire les coûts de fabrication), design du PCB traduit une expérience certaine dans le domaine. On est loin des décodeurs « bricolés » utilisés pour le cas du discret 11. Des rumeurs persistantes laissent entendre que le syster hack III serait l’œuvre d’ingénieurs appartenant à des sociétés concurrentes de Kudelski afin de démontrer les faiblesses du syster.   
Dans une interview diffusée à travers l’Europe par le satellite Telecom 2 le 11 février 1996 à 22h15 dans l'émission Capital sur Métropole 6, Marc-André Feffer de Canal + (orthographié Marc-André Pfeiffer dans le reportage) déclare qu'on ne lui a «jamais présenté un décodeur pirate qui fonctionne sur le nouveau système donc impiratable non mais assez sûr, à ce jour, oui», par suite le journaliste tempère le propos en ajoutant «on sait que des électroniciens cherchent déjà à le pirater». 
En avril 1996, le magazine Télé satellite annonce dans son numéro 77 que «la pérennité du décryptage du système pirate n'est pas assurée». 
En septembre 1997, la contre-mesure suivante est mise en œuvre : la table de permutation du décodeur officiel est modifiée par la table phase 2 qui respecte l'alternance pair/impair ainsi lorsque l'image est chiffrée, elle l'est désormais en couleur et subséquemment le système utilisé dans le Syster Hack III est rendu inopérant. Si les composants du syster Hack III coûtent alors environ 150 €, en 1995, le coût d'un programmeur du MACH 130 agréé AMD est bien plus élevé, de sorte que la fabrication de ce décodeur revient plus cher que l'abonnement.

#### La phase 2: 09/1997-2010
Dans le système sécam les porteuses couleurs sont intégrées dans le signal de luminance, elles constituent donc un parasitage sur les récepteurs TV noir et blanc. la solution pour atténuer cet effet parasite est de modifier la phase de la porteuse couleur alternativement. Le faire à chaque ligne n'a pas de sens dans la mesure où, en SECAM, les sous-porteuses de chrominances rouges et bleues ne sont pas modulées sur la même fréquence (for=4,40625 MHz et fob=4,25 MHz). Le plus efficace est de déphaser de pi toutes les 3 lignes, les porteuses de chrominance.
Sur une image non codée on a ainsi la succession de déphasage (sachant que l'on déphase de pi également à chaque trame) 0,0,pi,0,0,pi,... pour la première trame, pi,0,pi,pi,0,pi,pi,0,... en trame 2; 0,pi,0,0,pi.. en trame 3;0,pi,pi,0,pi,pi,0,... en trame 4 ; pi,0,0,pi... en trame 5, pi,pi,0,pi,pi,0,... en trame 6 puis on recommence l’alternance de la trame 1.
Afin que cette caractéristique du sécam ne soit pas exploitable il eût fallu que dans la table de permutation phase 2  (en plus de la règle d'alternance de parité), la table soit construite de la sorte : si i n'est pas congru à j modulo 6 alors la valeur en ième et j iéme position doit être différente et ça n'est pas le cas.
Le LM1881 utilisé dans le syster Hack III pour extraire les salves des porteuses couleurs n'est pas suffisamment stable pour mesurer la phase et les salves du nouveau codage ; il est nécessaire d'utiliser un genlock comme le  ML6430 de chez Micro Linear puis remplacer le Mach130 par un Mach 230 et augmenter la fréquence d'horloge du MC68HC11F1 à 16 MHz car l’opération de recherche de la clef à partir des couples porteuses couleur phase est plus longue.
| Trame N° | Lignes N° | Lignes N° | Lignes N° | Lignes N° | Lignes N° | Lignes N° |
| -------- | --------- | --------- | --------- | --------- | --------- | --------- |
| Trame N° | 1         | 2         | 3         | 4         | 5         | 6         |
| 1        | R-0       | B-0       | R-Pi      | B-0       | R-0       | B-Pi      |
| 2        | B-Pi      | R-0       | B-Pi      | R-Pi      | B-0       | R-Pi      |
| 3        | B-0       | R-Pi      | B-0       | R-0       | B-Pi      | R-0       |
| 4        | R-0       | B-Pi      | R-Pi      | B-0       | R-Pi      | B-Pi      |
| 5        | R-Pi      | B-0       | R-0       | B-Pi      | R-0       | B-0       |
| 6        | B-Pi      | R-Pi      | B-0       | R-Pi      | B-Pi      | R-0       |

Contre-mesure connue : aucune 
La mise en place de la nouvelle table a nécessité aux abonnés de retour de congés en septembre 97 de laisser le décodeur branché sur Canal plus pendant 1 à 2 heures sans pouvoir regarder la chaîne qui reste chiffrée, le temps de la réception des données par VBI. Devant la diffusion plus limité de la révision du décodeur pirate basé sur les couples (phase, porteuse couleur), la diffusion d’une troisième table, impactant aussi les abonnés n’a pas été jugée utile. 

### Méthode 3: la méthode logicielle

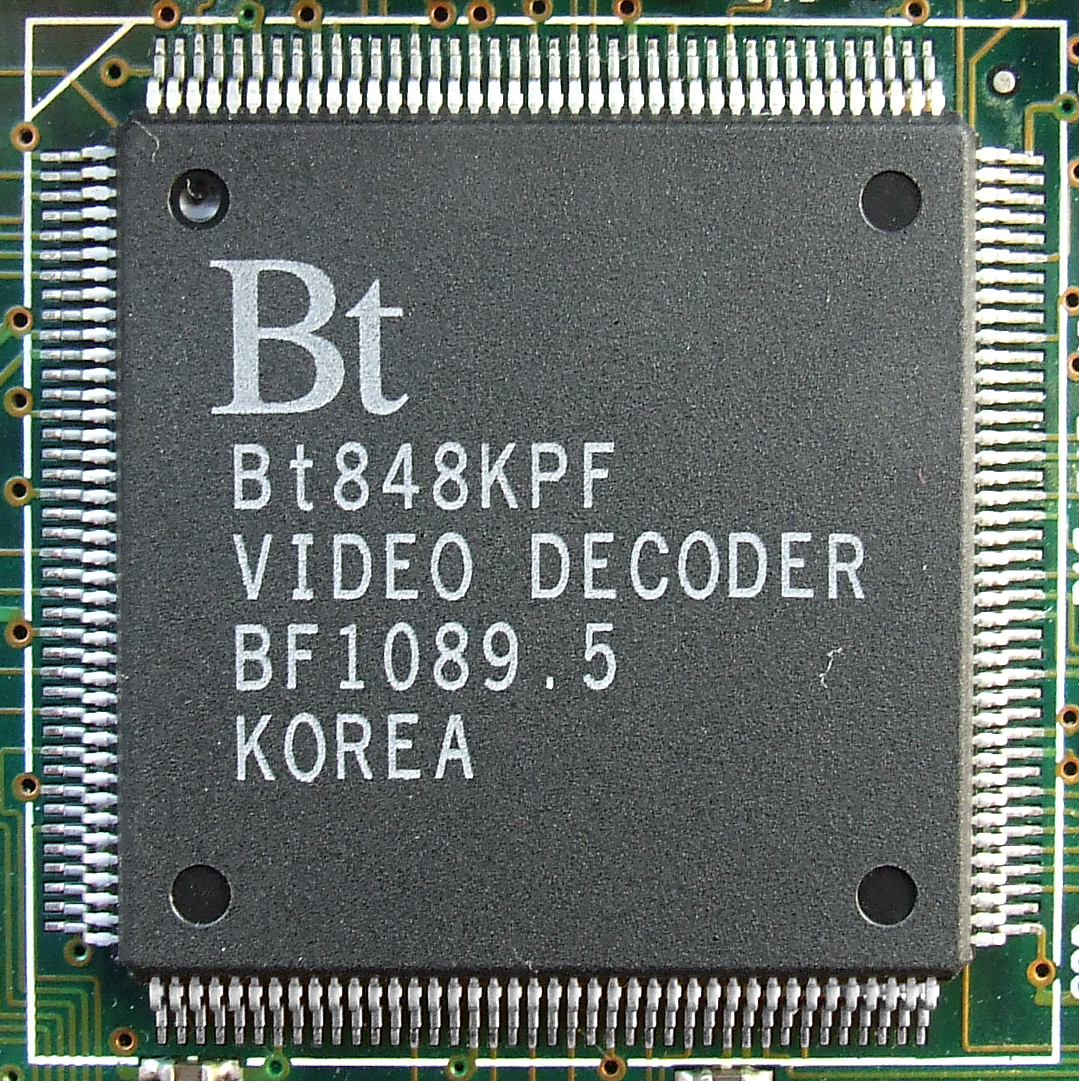
La puce Brooktree Bt848

Il s'agit de retrouver l'image non codée par corrélation. Dans l'absolu, une telle méthode prend énormément de temps et n'est pas réalisable en temps réel. Néanmoins, le fait qu'il n'y ait que 32 768 solutions rend l'opération accessible à partie d'ordinateurs personnels (PC) et d'une carte d'acquisition vidéo à base de puce Brooktree 848 ou 878 dans un premier temps.
Le Brooktree 848 corrige nativement les signaux couleurs secam déphasés, ce n'est pas le cas du Brooktree 878. Les premiers programmes de décodage par corrélation sont publiés sur internet fin 97-début 98, les cartes à base de Bt848 ne sont plus disponibles à la vente, un décodage à partir de nouvelles cartes à base de Bt878 fait apparaître des lignes violettes sur l'image décodée : lignes déphasées de π. Il faudra attendre quelques mois pour que ces programmes intègrent un dispositif de correction de la phase pour les cartes à base de Bt878 : le mode "spécial lignes violettes".
Le principe de ces programmes : générer toutes les positions possibles des lignes à partir de la table de permutation (les solutions possibles sont calculées en amont) puis déterminer quelle solution est la meilleure à partir de la méthode des moindres carrés : deux lignes se suivent si la distance entre ces deux lignes est minimale. Une mise en mémoire tampon retarde le décodage d'environ 3 secondes par rapport à la diffusion en direct.
Méthode la plus répandue, elle ne nécessite quasi aucune compétence technique (installation d'un programme et ajout du fichier key.txt : le fichier contenant les valeurs de la table de permutation du décodeur officiel) mais nécessité de regarder les programmes sur un ordinateur, chose jugée peu pratique. À noter que le slogan de la chaine à l'époque est « Au moins pendant que vous regardez Canal+, vous n’êtes pas devant la télé ». Les concepteurs de ces programmes ne fournissent jamais le fichier de la suite des valeurs entre 0 et 31 de la table de permutation, de sorte que sans l'ajout de key.txt, le décryptage n'est pas fonctionnel et les auteurs sont alors ainsi à l'abri des poursuites.
Contre-mesure connue : aucune 

### Décodeur officiel ou décodeur pirate
.
Le décodeur syster officiel laisse la partie la plus à droite de l'image chiffrée : lignes mélangées. Ce qui n'est pas le cas de la plupart des décodeurs pirates. Il s'agit bien d'un mélange des lignes et non du décalage à 3 niveaux de retard (0, 902 et 1804 nanosecondes observé avec le discret 11)
Il faut néanmoins s'assurer en analysant l'intervalle de rafraîchissement vertical que la source de la vidéo est bien en nagravision et non une source numérique ou D2 Mac. Sur un récepteur classique à tube à rayon cathodique (CRT), cette partie de l'image non décodée n'est pas visible car hors de l'image affichée (phénomène d'overscan).

### Codage du son
Le procédé employé pour coder le son est inchangé depuis 1984 : il ne s'agit pas vraiment d'un codage mais une inversion de spectre autour de 12,8 kHz.
Il suffit de générer un signal sinusoïdal à 12,8 kHz d'utiliser un additionneur et un filtre passe bande à 10 kHz pour le décoder.
La version sur ordinateur, après avoir numérisé le signal, réalise les mêmes opérations que la version hardware (génération d'un signal sinusoïdal à 12,8 kHz, puis une addition et enfin un filtrage passe bande à 10 kHz).

### Aspect légal
Des décodeurs pirates basés sur le Syster Hack III sont commercialisés dans des pays où la législation l’autorise. Cet état de fait est publié par la revue Télé Satellite[réf. nécessaire] pour s’en procurer; il serait notamment possible En Allemagne ou en Irlande mais pas en France[réf. nécessaire]. En 1998, l’harmonisation européenne conséquence de directive relative à la protection juridique des services à accès conditionnel (directive 98/84/CE) met fin à ce contournement, dans toute l’Union Européenne.

## 2017-2022: exploitation promotionnelle
En France, à partir de janvier 2017, Canal+ exploite une forme de codage Nagravision analogique visualisable sur la chaine n°4 de la TNT. 
L'objectif marketing consiste à délivrer un aperçu crypté des programmes aux non abonnés, le son étant lui aussi codé, sur le principe du Discret 11.
Ce signal crypté n'est toutefois pas exploitable car les informations VBI (intervalle de rafraîchissement vertical) sont absentes et ne peuvent pas être interprétées par un décodeur officiel. De plus, le signal vidéo numérique est trop compressé et génère l'apparition de nombreux macroblocs ou artefacts numérique. L'information de chrominance - donnée couleur d'origine PAL) - est corrompu. Le cadrage de l'image est incomplet afin de limiter l'utilisation de la bande passante à 1,1 Mb/s. Enfin, le signal audio ne restitue pas la largeur de bande audio nécessaire à son décodage analogique.
Depuis fin septembre 2022, à la suite d'une panne du codeur, le signal vidéo promotionnel en nagravision est remplacé par un écran noir.